# 韋安石
韋 安石（い あんせき、651年 - 714年）は、唐代の官僚・政治家。本貫は京兆府万年県。

## 経歴
成州刺史の韋琬（韋孝寛の子の韋津の子）の子として生まれた。明経に挙げられ、乾封県尉に任じられた。永昌元年（689年）、三度異動して雍州司兵参軍となった。蘇良嗣の推薦を受けて、膳部員外郎に抜擢され、永楽県令・并州司馬を歴任した。武則天に善政を称賛された。まもなく并州刺史に任じられ、徳州刺史・鄭州刺史を歴任した。安石の性格は落ちついて慎重であり、談笑すること少なく、その統治は清廉かつ厳正で、現地の民衆や官吏に畏怖された。久視元年（700年）、文昌右丞（尚書右丞）に転じた。ほどなく鸞台侍郎・同鳳閣鸞台平章事（宰相）となり、太子左庶子を兼ねた。長安3年（703年）、神都留守をつとめ、判天官・秋官二尚書事を兼ねた。のちに崔神慶らとともに侍読をつとめ、ほどなく知納言事となった。この年、太子左庶子・鳳閣鸞台三品を兼ねたまま、検校中台左丞を加えられた。
ときに張易之兄弟や武三思らが武則天の寵をたのんで権力を振るっていたが、安石はたびたびかれらを辱めたので、張易之らに忌み嫌われた。あるとき内殿で宴があったが、張易之は蜀の商人の宋覇子ら数人を召し出して御前で博戯を遊んでいた。安石は「蜀商らは身分の低い者たちであり、この場にいるのはふさわしくありません」といって、側近に命じて追い出させたので、列座の人々はみな顔色を失った。鳳閣侍郎の陸元方は退席すると、「これは真の宰相である。われらの及ぶところではない」と評した。武則天が興泰宮に行幸したとき、近道を通ろうとしたが、安石は「この道は完成したばかりで、自然に固くなったものではなく、車駕で行くのは危険です」といって諫めた。まもなく安石は張易之らの罪状を挙げて上奏したが、まだ張易之らが失脚することはなかった。長安4年（704年）、安石は揚州大都督府長史として出された。
神龍元年（705年）2月、安石は召還されて刑部尚書に任じられた。4月、吏部尚書に転じ、知政事に復帰した。6月、張柬之に代わって中書令となり、鄖国公に封じられ、さらに相王府長史を兼ねた。神龍2年（706年）、戸部尚書に転じ、侍中となり、監修国史をつとめた。
景雲元年（710年）、睿宗が復位すると、安石は太子少保に任じられ、郇国公に改封された。景雲2年（711年）2月、侍中となった。4月、中書令に転じた。5月、開府儀同三司の位を加えられた。8月、尚書右僕射・同中書門下三品となった。ときに太平公主は竇懐貞らとともに権力奪取を企図し、安石を引き入れて関与させようとした。太平公主はたびたび娘婿の唐晙を使者として安石の邸に派遣したが、安石は拒んで太平公主のもとに行かなかった。まもなく同中書門下三品のまま、尚書左僕射に転じ、太子賓客を兼ねた。この冬、知政事を退任し、特進の位を受け、東都留守をつとめた。太常寺主簿の李元澄は安石の娘婿であったが、その妻が病死すると、安石の夫人の薛氏は李元澄が寵愛していた婢のために殺されたと疑った。その婢が長らくを経て嫁に出されると、薛氏は人を派遣して婢を捕えて鞭打ち死に至らしめた。このため安石は御史中丞の楊茂謙に弾劾され、蒲州刺史として出された。ほどなく青州刺史に転じた。
安石が蒲州に在任していたとき、太常寺卿の姜皎から請託があったが、安石は拒否し、姜皎は激怒した。開元2年（714年）、姜皎の弟の姜晦が御史中丞となると、監察御史の郭震は姜皎らの意を受けて安石を弾劾し、安石は沔州別駕に左遷された。安石が沔州に到着すると、姜晦はさらに安石が定陵の造営を検校したとき、ひそかに官物を横領したと誣告した。不正に得た財産を没収するよう勅符が下された。安石は憤激のあまり死去した。享年は64。開元17年（729年）、蒲州刺史の位を追贈された。天宝元年（742年）、開府儀同三司・尚書左僕射の位を加贈され、郇国公に追封された。諡は文貞といった。
子の韋陟・韋斌は、いずれも早くから名を知られた。

## 伝記資料
- 『旧唐書』巻92 列伝第42
- 『新唐書』巻122 列伝第47